# Zapadnoromanski jezici
Zapadnoromanski jezici, jedna od dviju glavnih grana zapadnoitalskih jezika koja obuhvaća (32), po novijoj kalsifikaciji 27 jezika što se govore na Apeninskom i Pirenejskom poluotoku, te u Francuskoj. Grana se dalje na užu galoibersku i pirenejsko-mozarapsku skupinu. 
A) Galoiberski jezici. 30 jezika
a. Galoromanski jezici (14 jezika)
a1. Galoitalski jezici: (5) jezika:
1) emilijano-romanjolo, podijeljen na emilijanski jezik i romanjolski jezik
2) ligurski,
3) lombardski,
4) pijemonteze (pijemontski),
5) venecijanski.
a2. Galo-retijski jezici. 9 jezika
a. oilski jezici (6) jezika:
a1. Francuski jezici (5):
1) francuski jezik (82 milijuna):
2) judeofrancuski,
3) kajunski (jezik Kajuna iz Louisiane),
4) pikardijski,
5) valonski.
a2. jugoistočni oilski (1):
1) frankoprovansalski
b. retijski jezici /Retoromanski jezici/ 3 jezika: 66.000 govornika: 
1) ladinski,
2) furlanski jezik,
3) romanš.
b. Iberoromanski jezici  (16) jezika: 
a) istočnoiberski jezici. (1) jezik.
1) katalonski jezik (4,000,000; 1994), kao materinski, plus 5,000,000 kao drugi jezik. 6,000,000 etničkih Katalonaca živi u Španjolskoj, uključujući Valencijce.
b) oc jezici (2) jezika:
b1. okcitanski jezik
1) overnjanski dijalekt, u Auvergne, Francuska.
2) gaskonjski dijalekt, jezik Gaskonjaca, 250,000 u svim državama.  Ima više dijalekata.
3) limuzinski dijalekt, u provinciji Limousin, Francuska.
4) langedoški dijalekt, u provinciji Languedoc.
5) provansalski dijalekt, 354,500 u svim zemljama
b2. shuadit ili judeoprovansalski.
c) zapadnoiberski jezici, 9 jezika
c1. asturleonski jezik (2):
1) asturski jezik, 100,000 kao prvi jezik  (materinski) i 450,000 kao drugi (1994). Ima 550,000 etničkih Asturaca.
2) mirandski jezik, Govori ga 10,000 Mirandeza(1995), malena etnička manjina, čije je glavno gradsko središte Miranda u Portugalu.
c2. kastiljski jezici (4):
1) estremadurski jezik, jezik Estremaduraca, 200,000 (1994) aktivnih govornika.
2) judeošpanjolski ili ladino.
3) španjolski jezik ili kastiljski, 266,000,000 u svim zemljama (1987); 352,000 uključujući pripadnike raznih naroda kojima nije materinski.
4) loreto-ucayali španjolski
c3. portugalsko-galicijski jezici (3):
1) fala
2) galicijski jezik, 4 milijuna u svim državama. Jezik je Galjega
3) portugalski jezik 170,000,000 u svim zemljama (1995)
B) Pirenejsko-mozarapski jezici (2) jezika:
b1. Pirenejski jezici (1):
1) aragonski jezik, 11,000 aktivnih govornika (1993 Consello d'a Fabla Aragonesa). 2,000,000 u etničkoj grupi.
b2. Mozarapski jezici (1):
2) mozarapski jezik, izumro, koristi se u liturgijske svrhe. Govorili su ga kršćani za vrijeme maurske okupacije Španjolske.

## Vanjske poveznice
- Ethnologue (14th)
- Tree for Western Italo-Western[neaktivna poveznica]